# Le Mesnil-Villement
Le Mesnil-Villement là một xã ở tỉnh Calvados, thuộc vùng Normandie ở tây bắc nước Pháp.

## Dân số
| Năm    | 1962 | 1968 | 1975 | 1982 | 1990 | 1999 | 2008 |
| ------ | ---- | ---- | ---- | ---- | ---- | ---- | ---- |
| Dân số | 426  | 456  | 416  | 354  | 302  | 283  | 315  |